# 凯斯维尔 (犹他州)
凯斯维尔（英文：Kaysville），是美国犹他州戴维斯县下属的一座城市。建市于 1849年，面积大约为10.5平方英里（27平方公里），海拔约为4,357英尺（1,328米）。根据2010年美国人口普查，该市有人口27,300人。